# مايك كاتس
مايك كاتس (بالإنجليزية: Mike Katz)‏ هو لاعب كمال أجسام أمريكي، ولد في 14 نوفمبر 1944 في نيو هيفن في الولايات المتحدة.

## وصلات خارجية
- مايك كاتس على موقع IMDb (الإنجليزية)
- مايك كاتس على موقع قاعدة بيانات الفيلم (الإنجليزية)